# Del Carretto

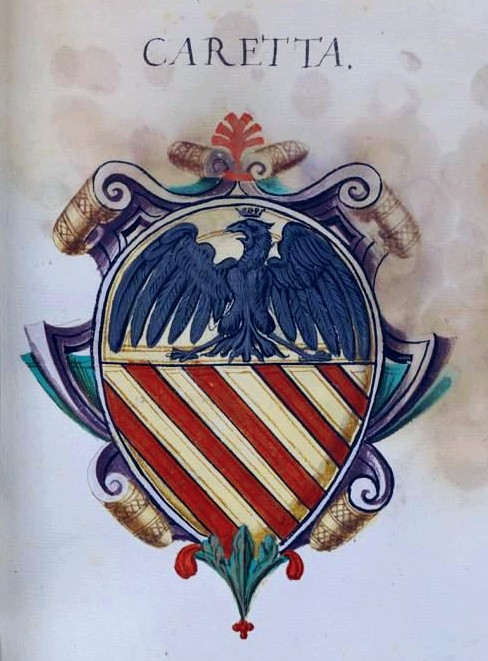
Araldica della famiglia del Carretto (patrizi di Genova) nel Stemmario Genovese del Duca di Baviera (1550). Bayerische Staatsbibliothek.

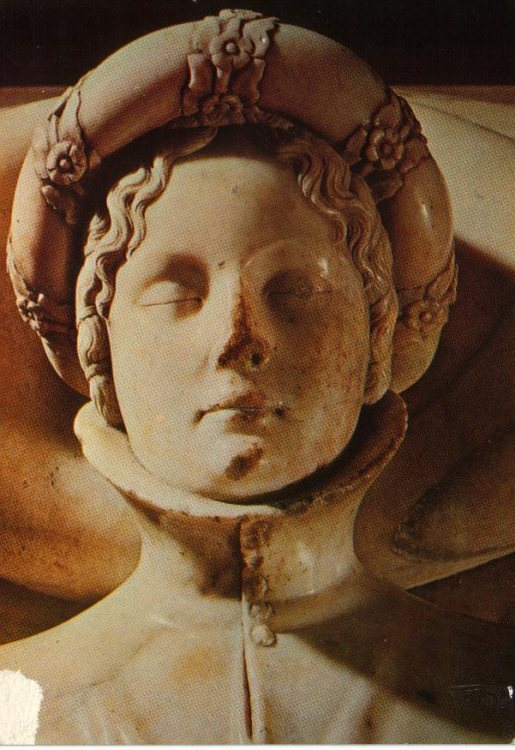
Ilaria del Carretto, signora di Lucca

I Del Carretto sono un'antica famiglia della nobiltà ligure e piemontese appartenente alla stirpe franca degli Aleramici. 
Appaiono al XII secolo come sovrani della marca di Savona, concessa dal marchese Bonifacio di Savona al figlio Enrico I "il Guercio", capostipite della casata. 
Nel contesto delle guerre comunali perdono la sovranità su Savona, ma si affermano nel marchesato del Finale (fino al XVII secolo) da dove combattono nel partito imperiale contro la Repubblica di Genova e la Lega Lombarda. 
Nei secoli la dinastia si è divisa in molti rami, signori di vari feudi della Riviera ligure di Ponente e del Basso Piemonte, sia come feudatari della Repubblica di Genova che di Asti o del Ducato di Savoia. 
Mantennero la sovranità imperiale solo nel marchesato del Finale fino al 1602, quando il territorio passò a Filippo III di Spagna. 

Un ramo s'inserisce nel patriziato genovese e nell'albergo nobiliare degli Spinola.

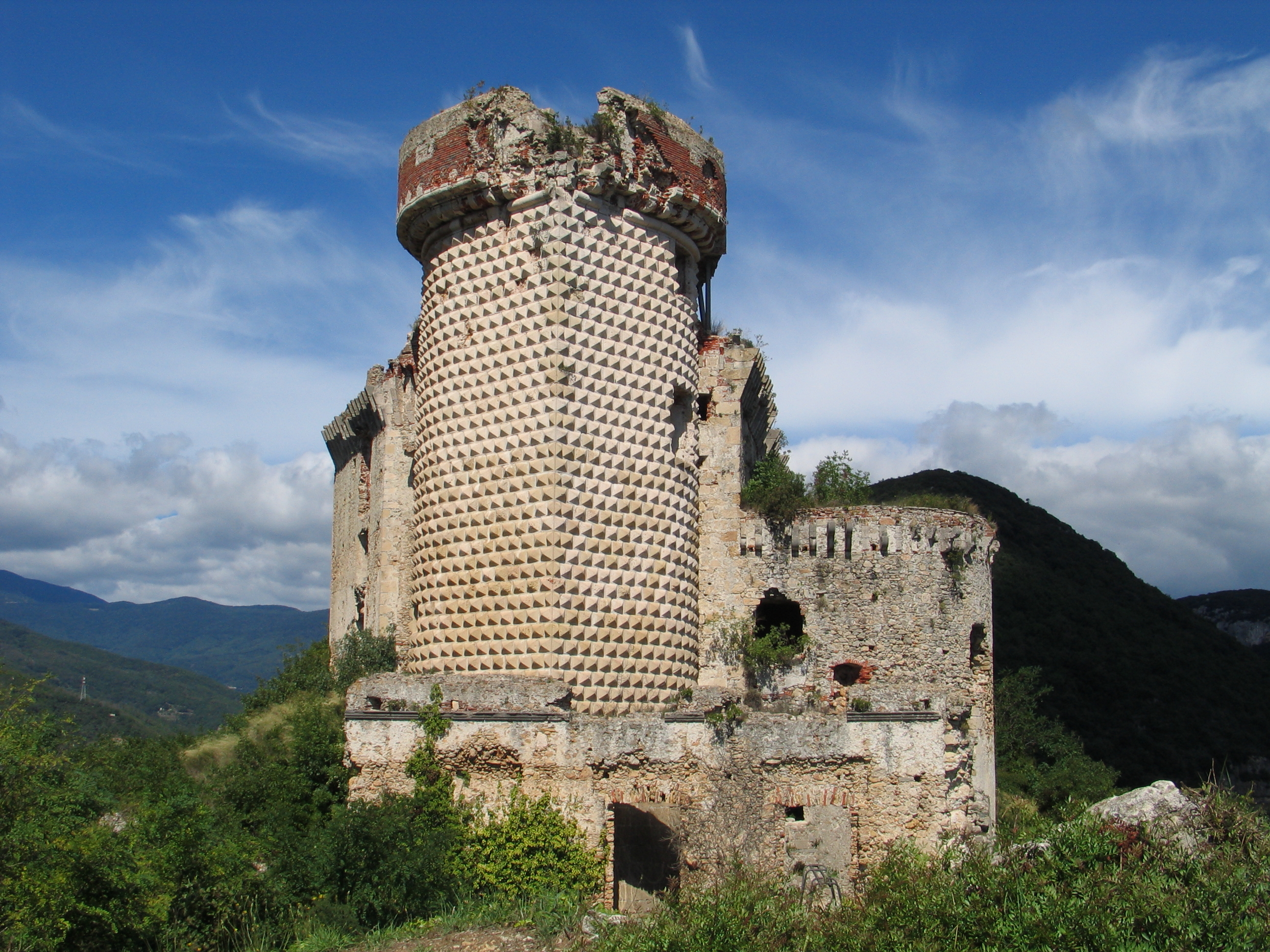
Castel Gavone era la sede dei Del Carretto di Finale. In primo piano la "torre dei diamanti"

## Origine

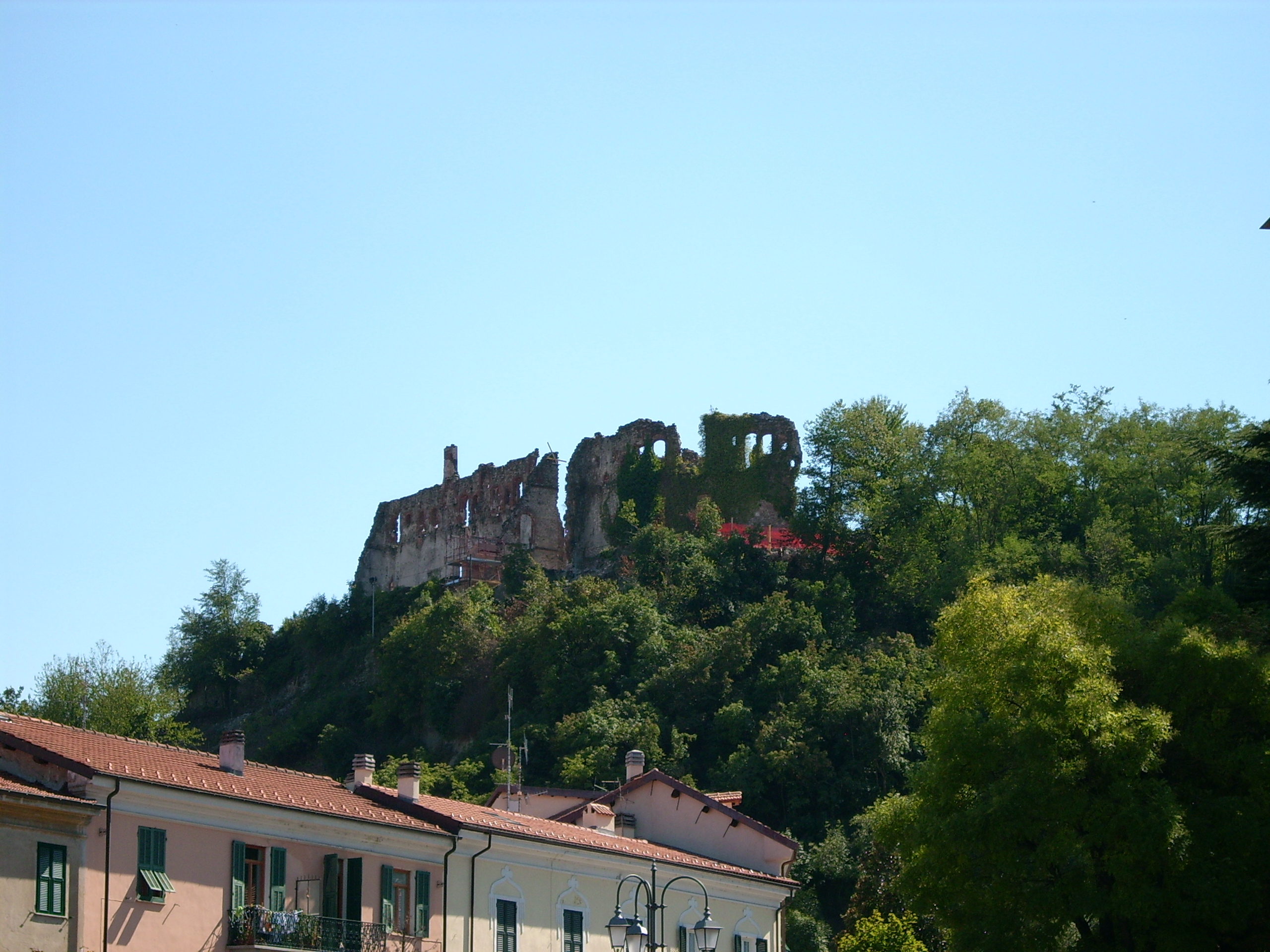
I ruderi del castello di Cairo Montenotte

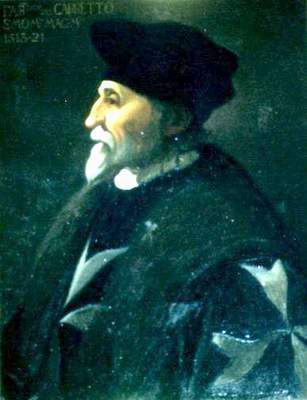
frey Fabrizio del Carretto, gran maestro dell'Ordine di Malta

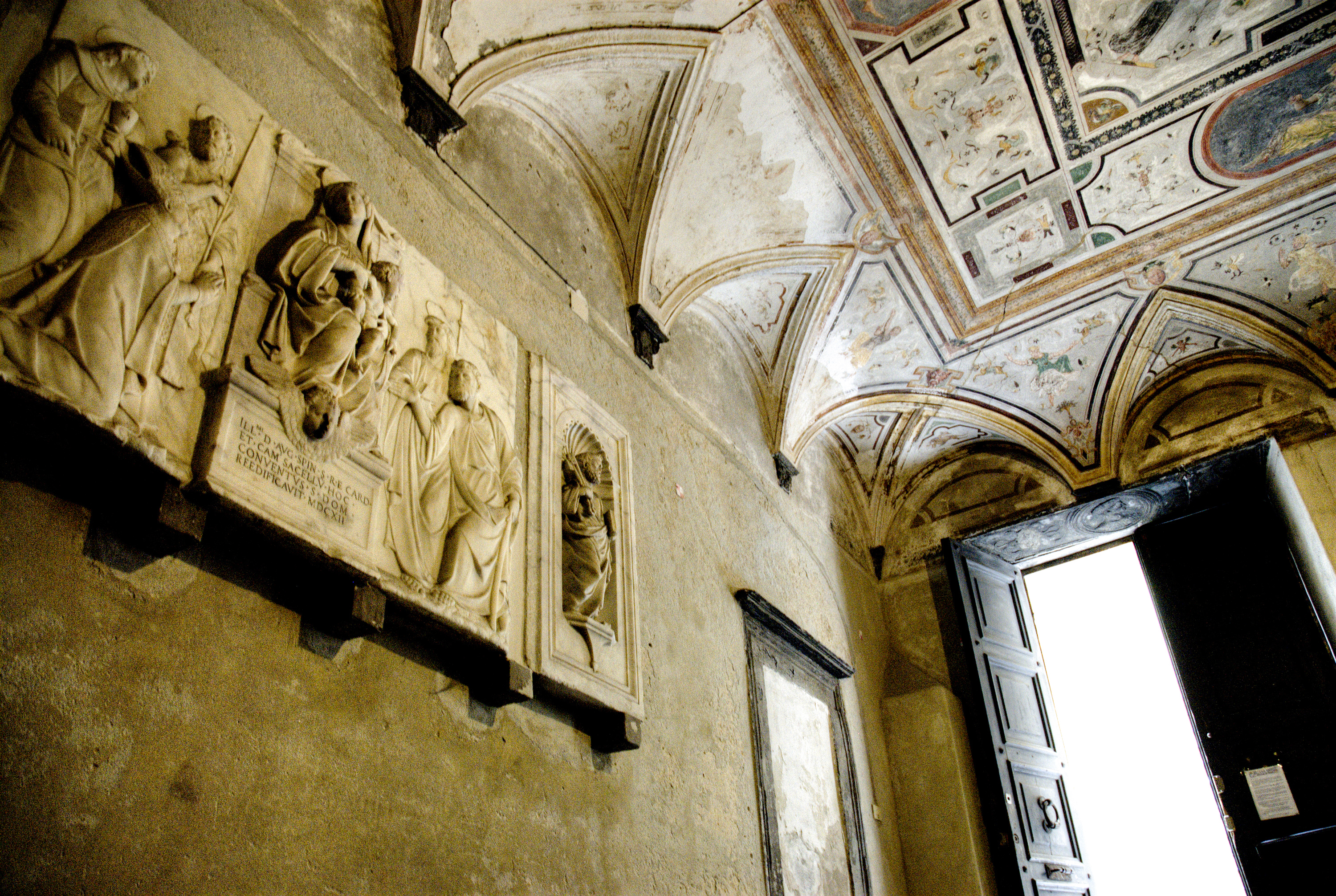
Atrio del Palazzo del Carretto-Pavese-Pozzobonelli, fabricato dal cardinale Orlando della Rovere-del Carretto a Savona

### Origine leggendaria
Filadelfo Mugnos nel suo notissimo Teatro delle Famiglie nobili...di Sicilia suggerisce che il cognome "del Carretto" derivasse dalla carretta con cui Aleramo e Adelasia fuggirono dall'imperatore Ottone per nascondersi nei pressi di Albenga.  Secondo altri, invece, il carretto era un carro trionfale che trasportava il turbante conquistato in Palestina da Enrico I dopo il famoso duello col principe di Joppe (Giaffa). In altre parole il motivo iconografico, rappresentato nel bassorilievo quattrocentesco che decora Piazza San Biagio a Finalborgo, risalirebbe a Enrico I e sarebbe all'origine del cognome. Il Bricheri Colombi, invece, suppone che il carretto sia una dichiarazione della presunta ascendenza sassone degli Aleramici: fra gli stemmi degli imperatori sassoni, uno avrebbe contenuto quattro ruote come quelle di un carretto.

### Origine documentata
Nel XII secolo, Enrico I del Carretto, marchese di Savona, riparò alla corte dell'imperatore Federico Barbarossa diventando ambasciatore imperiale nella Pace di Costanza.  La sua fama e autorità li guadagnò il soprannome tedesco di "Werth", dopo latinizzato in "Wuercius", da dove l'taliano "il Guercio". L'attribuzione del cognome "del Carretto" (oggetto di tantissime controversie) sembra risalire al suo dominio sul paese di Carretto (già Caireto), frazione dell'attuale Cairo Montenotte. La posteriore attribuzione d'un "marchesato del Carretto" non è in assoluto verificabile sino soltanto la formazione d'una nuova consorteria tra i numerosi discendenti di Enrico "il Guercio", distinguibili delle altre consorterie aleramiche con l'attribuzione del nuovo cognome. L'apparizione documentale del cognome è simultanea e analoga all'adozione dei cognomi del Vasto, del Bosco e Lancia, da parte d'altri gruppi consortili della stirpe aleramica, tendenza anche verificabile nella stessa epoca in altri importanti feudatari della Riviera ligure (Pallavicino, Malaspina, ecc). Recentemente è stato anche suggerita la possibile influenza del poema Il cavaliere del carretto, in cui Chrétien de Troyes crea il personaggio eroico di Lancillotto, scritto due decenni prima.

## Il marchesato carrettesco
Nel 1642 il politico genovese Raffaele Della Torre si inventò nella sua diffusissima Cyrologia l'esistenza d'un fantomatico "marchesato di Carretto", secondo cui la prova che i Del Carretto non discendevano da Enrico I, marchese di Savona. La teoria era finalizzata a negare la vendita del marchesato del Finale e il diritto di sbarco nella rada di Vado ai monarchi spagnoli realizzata da Andrea Sforza del Carretto nel 1598. Questo falso "marchesato del Carretto" fu anche rivendicato nel XVII secolo dal falsario Niccolò Cevoli, conosciuto in Francia come "le marquis de Carette".
In realtà non è possibile parlare d'un grande stato carrettesco bensì da vari signorie autonome collegate tra di loro solo dal possesso della stessa famiglia. La più importante fu certamente la marca sovrana di Savona nel Sacro Romano Impero, la cui ebbe Enrico I del Carretto e il suo figlio Ottone I fino al 1191, quando quest'ultimo fu costretto a cedere gli ultimi diritti sull'antichissima sede marchionale (dal X secolo corte principale della Marca Aleramica) al libero comune di Savona. Nonostante la perdita dell'antica corte, alcuni discendenti di Ottone furono riconosciuti come "marchesi di Savona" ("marchius saonensis") a titolo onorifico in diversi diplomi imperiali. 
La lunga guerra tra i comuni guelfi e ghibellini (Genova e Savona) per il controllo della Riviera di Ponente costringe di più alla stirpe a domini di possesso instabile, in permanente dipendenza delle alleanze e trattative ottenute con i comuni vittoriosi. Dal XIII secolo solo riescono a mantenere la sovranità imperiale nel feudo del Finale (marchesato del Finale), mentre tutti l'altri feudi l'ottengono per concessione sia della Repubblica di Genova, di Asti, o del Ducato di Savoia.

## I diversi rami

### La divisione fra Ottone ed Enrico II
Ottone ebbe Savona e i feudi paterni a est della linea ideale che congiunge Carcare con Alba e principalmente il territorio fra le due Bormide.
Il territorio di Ottone si spingeva verso nord-est fino quasi ad Acqui, dove si trovavano i feudi di Sessame, Bubbio, Cassinasco, Monastero Bormida e Ponti. Da Ponti il confine scendeva verso sud lungo la valle della Bormida di Spigno, fino ai castelli di Dego, Carretto, Cairo.
Enrico II, invece, ebbe la porzione occidentale dei domini paterni, una fascia di territorio che da Finale Ligure arrivava quasi ad Alba, passando per Osiglia, Millesimo, Camerana, Clavesana e Novello. Rimase in comune il possesso del castello di Carcare, che presidiava l'attraversamento della Bormida di Spigno e assicurava lucrosi pedaggi, e il territorio ligure fra Vado e Noli (con il castello del Segno), a cui facevano capo i commerci, provenienti dallo scalo nella baia di Vado, sui quali lucravano i marchesi.

### Il ramo di Ottone
Ottone rinunciò rapidamente alla propria autonomia politica. Nell'aprile 1191 vendette per 1500 lire tutti i residui beni e diritti feudali, che deteneva a Savona e nei territori circostanti. Successivamente Ottone cedette anche i diritti feudali sui propri domini nelle Langhe, parte al comune di Asti (1209) e parte a quello di Genova (1214), ottenendone in cambio un compenso e la reinvestitura degli stessi beni come vassallo per sé e per i suoi eredi. Da lui discendono, ad esempio, i Del Carretto di Ponti e Sessame.

### Il ramo di Enrico II

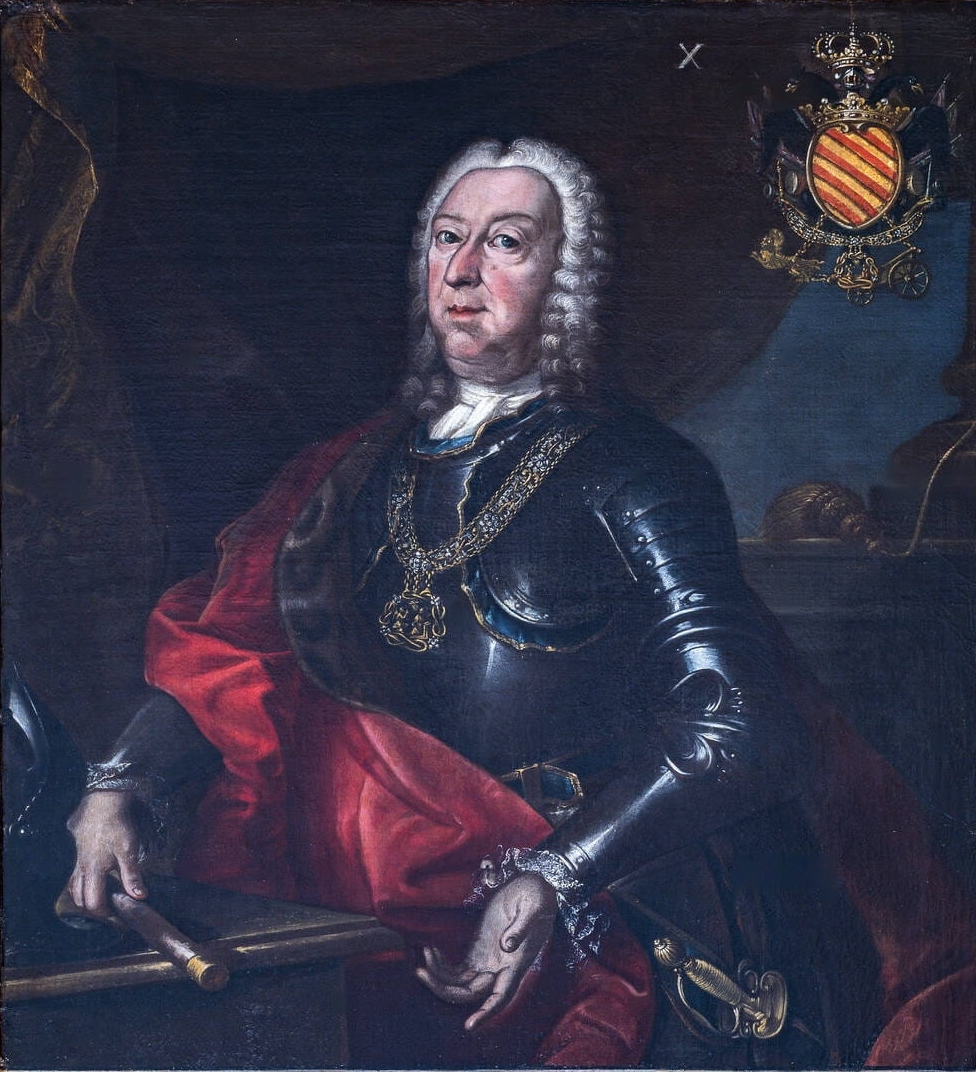
Giuseppe Maria del Carretto, Viceré di Sardegna

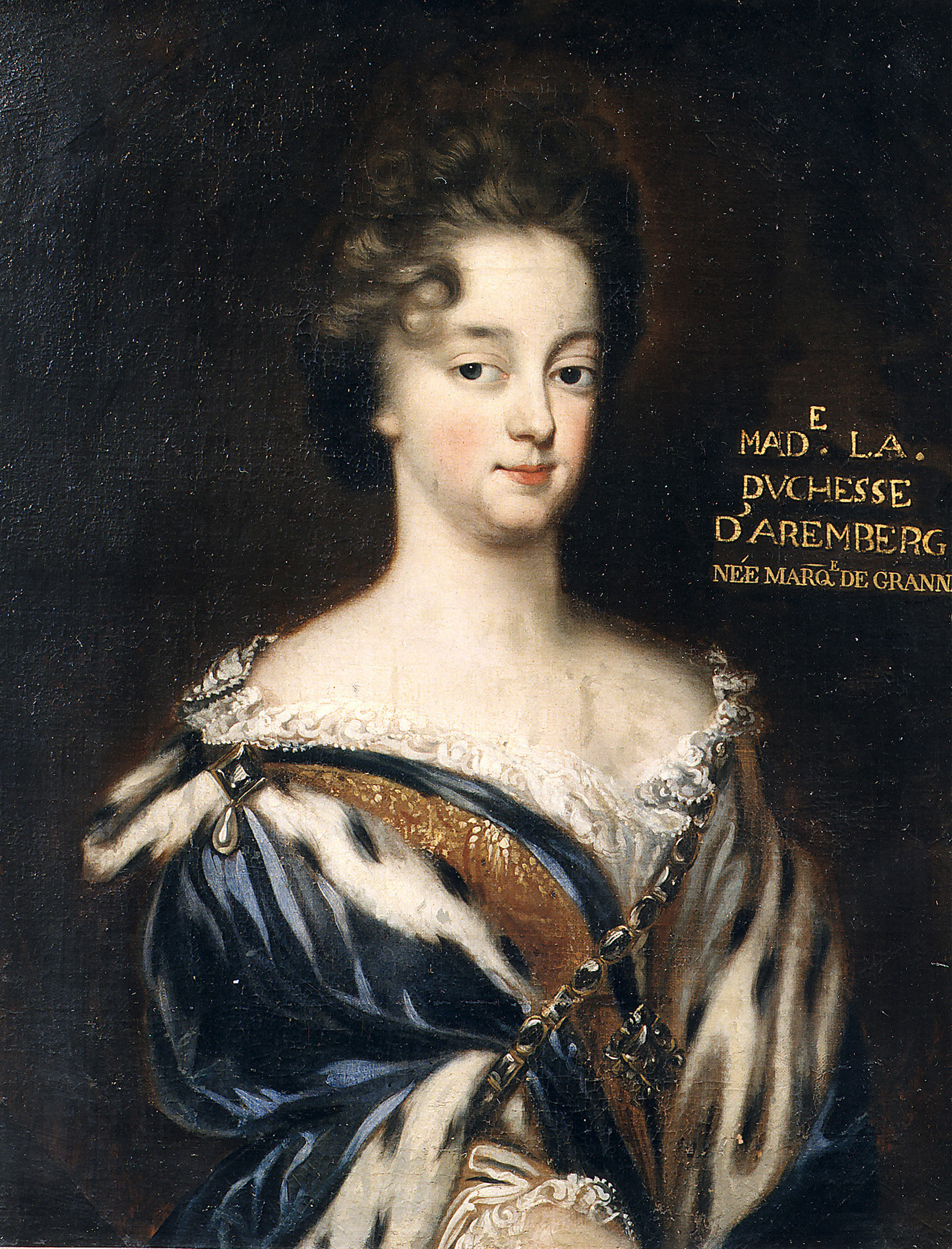
Maria Enrichetta del Carretto, duchessa d'Arenberg

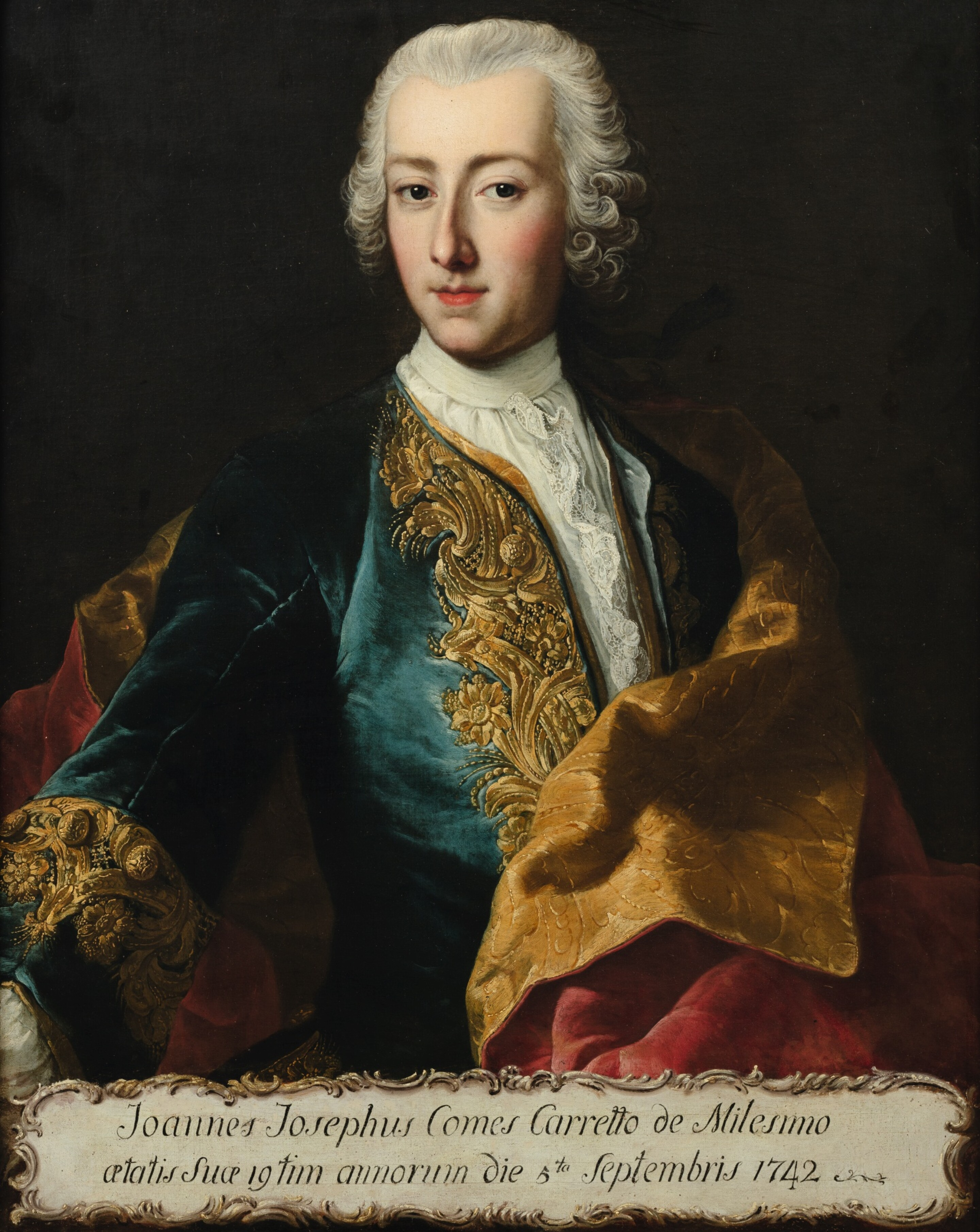
Joannes Josephus del Carretto, conte di Millesimo (1723-1800) da Martin van Meytens "il Giovane"

Enrico II Del Carretto, invece, consolidò i propri domini fortificando i borghi di Millesimo e di Finalborgo. Suo figlio Giacomo fu un importante collaboratore dell'imperatore Federico II di Svevia, di cui sposò una figlia illegittima, Caterina da Marano. Nel 1268, pochi anni dopo la sua morte, i tre figli divisero i suoi domini in tre parti dette "terzieri". Il terziere di Novello andò a Enrico III, quello di Millesimo a Corrado e quello di Finale ad Antonio.

#### Terziere di Finale
I discendenti di Giorgio, figlio primogenito di Antonio, governarono per quattro secoli il Marchesato di Finale, dal quale gemmarono altri piccoli stati carretteschi, come il marchesato di Zuccarello e quello di Balestrino. Dal secondo figlio, Enrico (1282-1337), discesero i Del Carretto di Mombaldone, mentre il terzo, Antonio, si trasferì in Sicilia nel 1306 dando origine ai baroni, poi conti, di Racalmuto.

##### Marchesato di Zuccarello
Nel terzo decennio del XIV secolo, un ramo dei discendenti di Giorgio entra in possesso (per via matrimoniale con Caterina Clavesana, ma anche con mosse spregiudicate approfittando del logoramento economico e militare dei marchesi Clavesana dopo quasi un secolo di guerra combattuta contro Genova e la sua alleata costiera Albenga) del Castello e dei territori di Zuccarello, finendo per esautorare la dinastia fondatrice dalla città fortificata e dar vita (a partire dal 1326 e poi compiutamente nel 1397) al Marchesato di Zuccarello.

##### Del Carretto di Sicilia
Questa linea trae origine dal matrimonio di un Antonio del Carretto con Costanza Chiaramonte, figlia di Federico II barone di Racalmuto l'11 novembre 1307. Col matrimonio Antonio divenne barone di Calatabiano e Siculiana. Alla morte del suocero (1313) divenne anche barone di Racalmuto. 
Possedette questa famiglia, oltre della detta terra di Recalmuto elevata poscia in contea, le baronie di Fabrica o Xiabica, Donnamaria, Cerami, il diritto del grano ed annue onze 51 sulle marine del regno, il principato di Ventimiglia, la contea di Gagliano.
La linea maschile di questo ramo siciliano fiorì sino al 1710, quando si estinse con la morte di Girolamo III.

#### Terziere di Novello
La sua ampiezza può essere desunta dall'investitura concessa da Carlo IV ai fratelli Antonio, Alberto, Enrico, Franceschino e Manfredo, figli di un Giacomo Del Carretto, primogenito di Enrico di Novello. L'atto, redatto il 2 febbraio 1354, conferma gli antichi privilegi della famiglia sui luoghi di Novello, Monchiero, Sinio, Albaretto della Torre, Arguello, Serravalle Langhe, Bossolasco, Gorzegno, Mombarcaro, Lodisio, Castino, Cerretto Langhe, insieme a parte di Cosseria, Millesimo e Carcare.
Questi domini finirono principalmente ai due figli di Antonio, Giacomo e Thete, che diedero origine alle due linee dei marchesi di Novello, propriamente detti, e dei marchesi di Gorzegno. Enrico, invece, ereditò Bossolasco e Serravalle Langhe, ma suo nipote Giovanni Bartolomeo ebbe solo figlie, perciò nella seconda metà del Quattrocento i suoi feudi si dispersero pro quota fra gli eredi, fra cui anche Carlo Del Carretto di Zuccarello.
Giacomo, però, aveva acquistato da Alberto Del Carretto, del ramo di Dego-Cairo, e dai marchesi di Ponzone il feudo di Spigno, che entrò nell'asse ereditario del suo figlio minore, Manfredo. Egli, inoltre, potrebbe aver ottenuto beni dotali della moglie Eliana, figlia di Manfredo, signore di Cairo e di Cortemilia, del ramo di Ottone.
Francesco, primogenito di Manfredo, diede origine ai signori di Spigno, la cui linea maschile si estinse ai primi del Cinquecento. Il Marchesato di Spigno passò così a Luigi Asinari figlio dell'ultima Del Carretto di Spigno, Caterina.
Lodisio o Ludovico, il secondogenito di Manfredo, ebbe invece i feudi di Prunetto, Levice e Brovida (il comune di Brovida è stato diviso nel 1929 fra Dego e Cairo). Lodisio ne fu investito da Filippo Maria Visconti nel 1431. Il ramo dei signori di Prunetto, si estinse a metà del Cinquecento. Anna Del Carretto, l'ultima discendente, sposò Galeazzo Scarampo, conte di Roccaverano nel 1560.
Nel XX secolo dal terziere di Novello discendono i Del Carretto di Torre Bormida e Bergolo e i Del Carretto di Napoli.

#### Terziere di Millesimo
I Del Carretto di Millesimo si frazionarono in diversi rami, spesso di breve durata. All'inizio del Quattrocento i fratelli Corrado II e Oddonino diedero vita da un lato ai marchesi di Grana e Millesimo e dall'altro ai conti di Cengio e Millesimo. 
Quali esponenti della nobiltà di spada sabauda, molti Del Carretto di Millesimo servirono come ufficiali della Regia Armata Sarda. Si ricordano in particolare l'ufficiale di cavalleria e Reale Corpo di Stato Maggiore Filippo Del Carretto ed il fratello Gustavo Del Carretto di Millesimo ufficiale di cavalleria, entrambi combattenti nella Prima guerra d'indipendenza.
Estinta la linea dei Del Carretto di Millesimo nella contessa Valburga (che aveva sposato il marchese Carlo Luigi Aleramo Del Carretto di Novello, Gorzegno e Moncrivello), i diritti ed il titolo passarono al figlio Gustavo.
La marchesa Maria Gabriella Valburga del Carretto di Millesimo, figlia del marchese Gustavo, era moglie del generale Coriolano Ponza di San Martino (il quale discendeva, per parte materna, dai Del Carretto di Mombaldone). 

##### I marchesi di Grana
Corrado II fu podestà di Verona e di Genova e successivamente ambasciatore per conto del duca di Milano presso i re di Boemia, Francia e Inghilterra. Morì nel 1452 nei pressi di Gerusalemme. I suoi discendenti, invece, divennero cortigiani dei marchesi di Monferrato e successivamente dei Gonzaga, duchi di Mantova e signori del Monferrato dopo l'estinzione dei Paleologi, distinguendosi anche per le loro doti intellettuali. I più noti furono Galeotto (1455-1530), storico, poeta lirico e commediografo e Giorgio, (morto verso il 1590) letterato, matematico e giureconsulto.
Nel 1588 Prospero sposò l'amante del duca Vincenzo I Gonzaga, Agnese Argotta, e fu compensato col titolo di marchese di Grana. Il duca fu probabilmente il vero padre dei due figli di Prospero. Il maschio, Francesco Antonio, si fece onore nell'esercito imperiale secondo l'esempio degli avi Gonzaga. Anche il figlio di Francesco Antonio, Ottone Enrico del Carretto (1639 – 1685), che fu l'ultimo discendente del ramo di Grana e Millesimo, raggiunse una certa fama nel XVII secolo in Germania. Divenuto maggior generale dell'esercito imperiale al tempo dell'imperatore Leopoldo I, nel corso della guerra d'Olanda sconfisse i francesi del Créquy a Konzer Brücke (11 agosto 1675).

##### I conti di Cengio e Millesimo
Anche Oddonino e i suoi discendenti furono alle dipendenze dei marchesi di Monferrato e infine dei Savoia. Un cadetto di questo ramo, Stefano (morto nel 1624), diede vita ad un ramo boemo, che fiorì sino a metà del XIX secolo. Lo stemma dei Del Carretto splende ancora su un palazzo di Praga.

## Armoriale

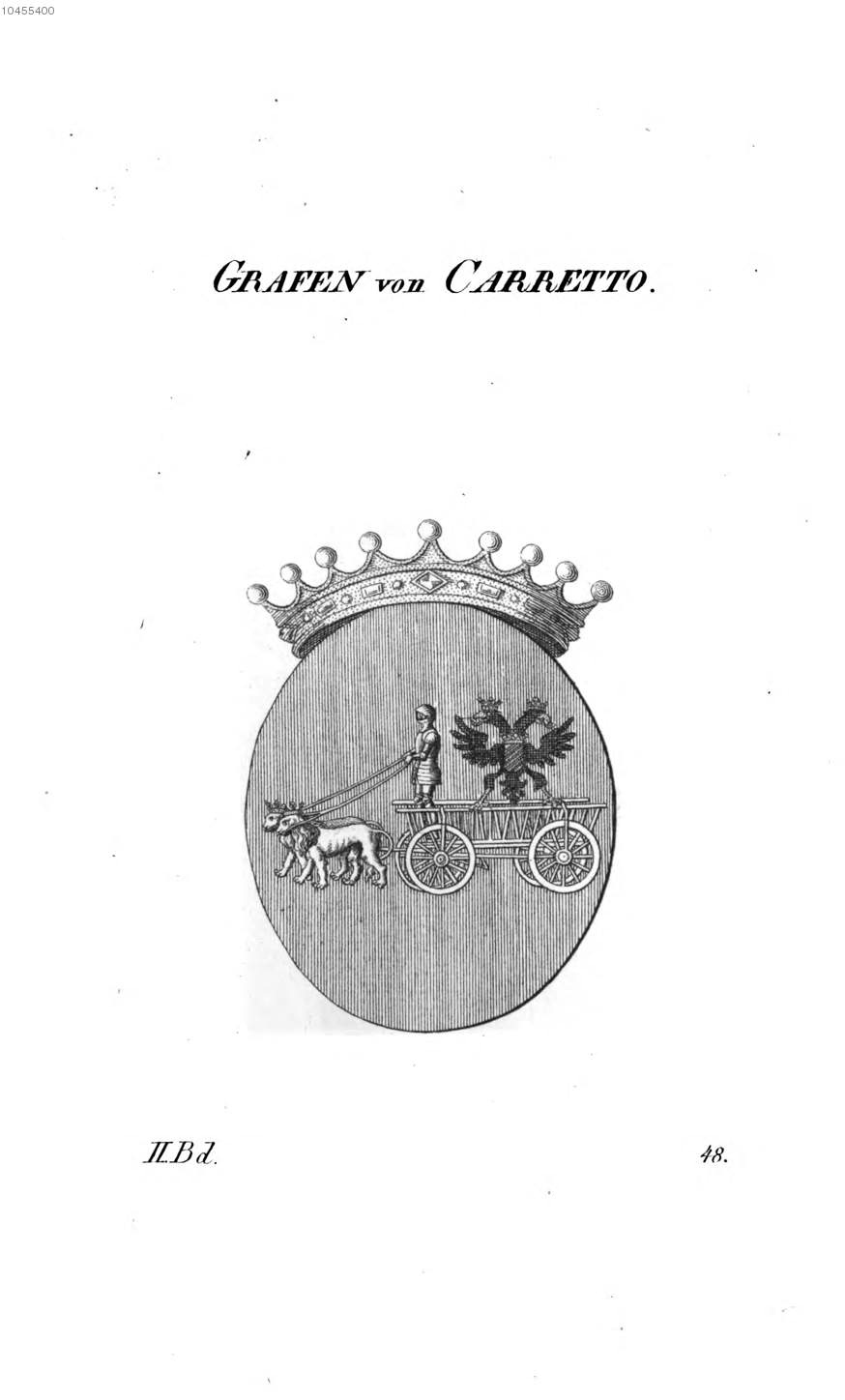
Stemma del Carretto di Millesimo
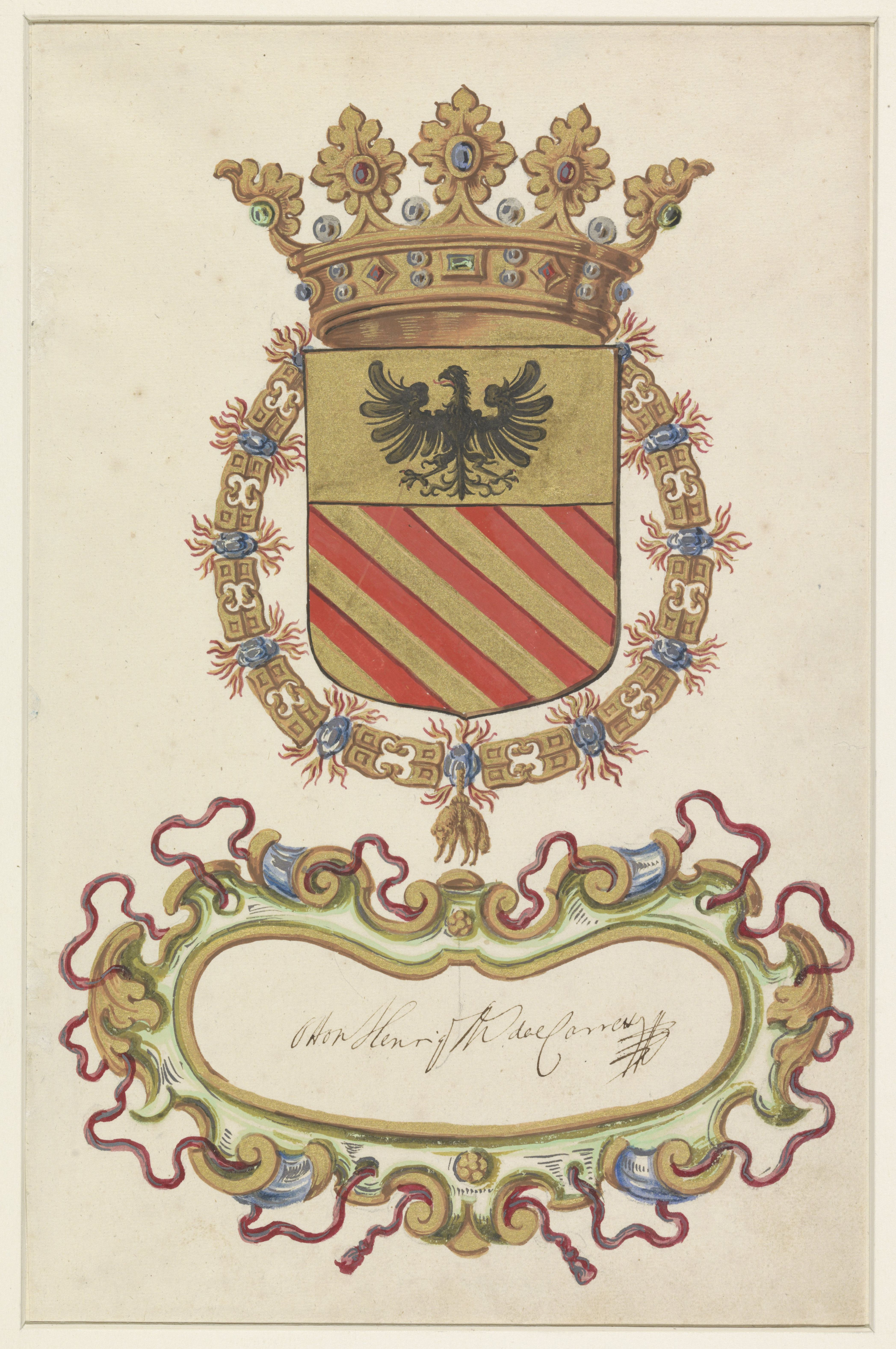
Stemma di Ottone Enrico del Carretto di Grana, governatore dei Paesi Bassi Spagnoli
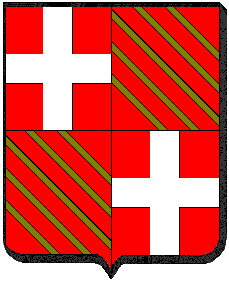
Stemma di frey Fabrizio del Carretto, gran maestreo dell'Ordine di Malta